# 埃米格蘭特加普 (加利福尼亞州)
埃米格蘭特加普（英語：Emigrant Gap）是位於美國加利福尼亞州普萊瑟縣的一個非建制地區。該地的面積和人口皆未知。

## 地理
埃米格蘭特加普的座標為39°17′49″N 120°40′22″W / 39.29694°N 120.67278°W，而該地的平均海拔高度為1582米（即5190英尺）。